# Ulla (kör)
Ulla är en damkör för studenter vid Sveriges lantbruksuniversitet i Uppsala (Ultuna campus).
Stående framträdande är Ultuna Studentkårs examenshögtider, luciafirande och deltagande i Uppsalas Nationskörsfestival. Kören framträder även i samband med universitetets högtider och på andra evenemang. Förutom vid Nationskörsfestivalen framträder Ulla inte sällan med sin broderkör Ultunae Drängar.